# Rhamphomyia melania
Rhamphomyia melania är en tvåvingeart som beskrevs av Becker 1887. Rhamphomyia melania ingår i släktet Rhamphomyia och familjen dansflugor. Inga underarter finns listade i Catalogue of Life.